# Королевская часовня (Бостон)
Короле́вская часо́вня (англ. King's Chapel) — унитарианская церковь в центральной части Бостона, построенная в 1749—1754 годах. Она находится на пересечении улиц Скул (School Street) и Тремонт (Tremont Street), недалеко от парка Бостон-Коммон. Является пятой из шестнадцати точек на исторической Тропе Свободы.

## История и архитектура
Первая Королевская часовня, построенная на этом месте в 1686 году, была деревянной. Она была первой англиканской церковью в Бостоне, при этом второй англиканской церковью была Старая Северная церковь (1723), сохранившаяся до сих пор.
Строительство нынешней Королевской часовни, которую спроектировал архитектор Питер Харрисон (Peter Harrison), началось в 1749 году и продолжалось до 1754 года. Сначала вокруг старой деревянной часовни были построены каменные стены, образующие прямоугольник размером примерно 65×100 футов (19,8×30,5 м), а после этого старое деревянное здание было демонтировано и по частям вынесено через арочные окна нового каменного здания. Передняя часть здания украшена ионическими колоннами, а внутри часовни находятся парные колонны, выполненные в коринфском стиле.
После ухода британцев из Бостона в 1776 году Королевская часовня была отделена от английской церкви, и в течение некоторого времени её называли просто «каменной часовней» (англ. Stone Chapel).
Рядом с Королевской часовней находится небольшое кладбище Кингс-Чапел (King's Chapel Burying Ground) — самое старое из существующих кладбищ Бостона.
9 октября 1960 года Королевской часовне был присвоен статус национального исторического памятника США, а 2 мая 1974 года она была внесена в Национальный реестр исторических мест США под номером 74002045.